# Amin Manouchehri
Amin Manouchehri (sinh 6 tháng 2 năm 1986) là một cầu thủ bóng đá người Iran thi đấu cho Naft Tehran ở Persian Gulf Pro League.

## Sự nghiệp câu lạc bộ
Manouchehri bắt đầu sự nghiệp chuyên nghiệp với Saipa. Sau nhiều mùa giải thành công Saipa anh thu hút sự chú ý của gã khổng lồ Tehran, Esteghlal. Ngày 6 tháng 6 năm 2012, anh gia nhập gã khổng lồ Persian Gulf Pro League Esteghlal với bản hợp đồng 2 năm, nhưng anh bị giải phóng vào kỳ chuyển nhượng mùa đông. Sau đó anh gia nhập Naft Tehran và thi đấu đến hết mùa giải cho câu lạc bộ. Anh gia nhập Rah Ahan cho mùa giải 2013–14 cho mượn từ Naft Tehran. Trước khi khởi tranh mùa giải 2014–15, Manouchehri chuyển vĩnh viễn đến Rah Ahan bằng việc ký hợp đồng 3 năm với câu lạc bộ.

### Sepahan
Manouchehri gia nhập Sepahan giữa mùa giải 2015–16. Ngày 28 tháng 4 năm 2016 Manouchehri ghi bàn trong thắng lợi 2–1 trước Gostaresh Foolad.

### Thống kê sự nghiệp câu lạc bộ
Tính đến 19 tháng 8 năm 2014
| Thành tích câu lạc bộ | Thành tích câu lạc bộ | Thành tích câu lạc bộ | Giải vô địch | Giải vô địch | Cúp       | Cúp       | Châu lục | Châu lục  | Tổng cộng | Tổng cộng |
| Mùa giải              | Câu lạc bộ            | Giải vô địch          | Số trận      | Bàn thắng    | Số trận   | Bàn thắng | Số trận  | Bàn thắng | Số trận   | Bàn thắng |
| Iran                  | Iran                  | Iran                  | Giải vô địch | Giải vô địch | Cúp Hazfi | Cúp Hazfi | Châu Á   | Châu Á    | Tổng cộng | Tổng cộng |
| --------------------- | --------------------- | --------------------- | ------------ | ------------ | --------- | --------- | -------- | --------- | --------- | --------- |
| 2006–07               | Saipa                 | Pro League            | 3            | 0            | 1         | 0         | –        | –         | 4         | 0         |
| 2007–08               | Saipa                 | Pro League            | 6            | 0            | 1         | 0         | 0        | 0         | 7         | 0         |
| 2008–09               | Saipa                 | Pro League            | 18           | 4            | 0         | 0         | –        | –         | 18        | 4         |
| 2009–10               | Saipa                 | Pro League            | 29           | 12           | 1         | 0         | –        | –         | 30        | 12        |
| 2010–11               | Saipa                 | Pro League            | 27           | 3            | 1         | 0         | –        | –         | 28        | 3         |
| 2011–12               | Saipa                 | Pro League            | 21           | 5            | 1         | 0         | –        | –         | 22        | 5         |
| 2012–13               | Esteghlal             | Pro League            | 8            | 1            | 0         | 0         | 0        | 0         | 8         | 1         |
| 2012–13               | Naft Tehran           | Pro League            | 16           | 5            | 1         | 1         | –        | –         | 17        | 6         |
| 2013–14               | Rah Ahan              | Pro League            | 27           | 3            | 3         | 0         | –        | –         | 30        | 3         |
| 2014–15               | Rah Ahan              | Pro League            | 29           | 4            | 0         | 0         | –        | –         | 29        | 4         |
| 2015–16               | Rah Ahan              | Pro League            | 12           | 2            | 0         | 0         | –        | –         | 12        | 2         |

- Kiến tạo

| Mùa giải | Đội bóng    | Kiến tạo |
| -------- | ----------- | -------- |
| 09–10    | Saipa       | 5        |
| 10–11    | Saipa       | 1        |
| 11–12    | Saipa       | 0        |
| 12–13    | Naft Tehran | 2        |
| 13–14    | Rah Ahan    | 1        |
| 14–15    | Rah Ahan    | 0        |
| 15–16    | Rah Ahan    | 3        |
| 15–16    | Sepahan     | 0        |

## Danh hiệu
Saipa
- Iran Pro League (1): 2006–07